# Оразгельдыев, Эсенмурад
Эсенмурад Оразгельдыев (туркм. Esenmyrat Orazgeldiýew; род. 1966, Ашхабад) — туркменский государственный деятель. Заместитель председателя Кабинета министров Туркменистана.

## Образование и специальность
В 1991 году окончил Туркменский сельскохозяйственный университет, по специальности — инженер-механик.

## Карьера
С 1991 до декабря 2005 года работал в Туркменском сельскохозяйственном университете заместителем председателя, председателем первичной Молодёжной организации имени Махтумкули, старшим преподавателем кафедры эксплуатации сельскохозяйственных машин, проректором университета по воспитательной работе.
С октября 2004 года — ректор Туркменского сельскохозяйственного университета.
С декабря 2005 года — заместителем министра сельского хозяйства Туркмении.
25.01.2006 — 17.03.2010 — министр сельского хозяйства Туркмении.
27.11.2006 — 17.03.2010 — председатель Ассоциации «Туркменгаллаонумлери» (по совместительству).
17.03.2010 — 08.07.2011 — ректор Туркменского сельскохозяйственного университета.
08.07.2011 — 09.07.2015 — хяким Дашогузского велаята.
09.07.2015 — 29.04.2016 — заместитель председателя Кабинета министров Туркмении.
29.04.2016 — 05.04.2017 — хяким Ахалского велаята.
С 05.04.2017 — заместитель председателя Кабинета министров Туркмении.

## Награды и звания
- орден «За большую любовь к независимому Туркменистану»
- медаль «За любовь к Отечеству»
- медаль «Гайрат»
- медаль «20 лет Независимости Туркменистана»
- медаль «Махтумкули Фраги»

## Варианты транскрипции имени и фамилии
- Имя: Эсенмырат
- Фамилия: Оразгелдиев